# Kinebar
Ein Kinebar (griechisch: κίνησις [kínesis] = „Bewegung“ und englisch: bar = „Barren“) ist ein Goldbarren, der auf der Rückseite ein Kinegramm enthält, das die Echtheit des Barrens garantieren soll.  Es handelt sich dabei um eine proprietäre Technologie zum Schutz gegen Fälschungen von Banknoten, Metallbarren, Reisepässen, Visa und Identitätskarten. Die sogenannten Kinebarren werden von der Prägeanstalt Argor-Heraeus gefertigt.

## Geschichte
Die Prägeanstalt Argor-Heraeus prägt Kinebarren mit einem Feingehalt von 99,99 Prozent bereits seit dem Jahr 1994. Die unterschiedlichen Größen von einem Gramm bis zu einer Unze werden sowohl unter eigenem Namen wie auch im Auftrag Dritter gefertigt und angeboten.

## Design
Kinebarren unterscheiden sich auf ihrer Vorderseite kaum von normalen Goldbarren. Hier finden sich neben der Herstellerangabe auch der Feingehalt des Barrens sowie dessen Gewicht. Zusätzlich wird eine Seriennummer aufgeprägt. Deutliche Unterschiede zu klassischen Goldbarren finden sich hingegen auf der Rückseite, die mit dem einzigartigen Kinegramm versehen ist.

## Größe und Ausmaße
| Gewicht | Ausmaße               |
| ------- | --------------------- |
| 1 g     | 15 × 8,9 × 0,5 mm     |
| 2 g     | 19 × 11,5 × 0,6 mm    |
| 5 g     | 23 × 14 × 1 mm        |
| 10 g    | 31,5 × 18,5 × 1 mm    |
| 20 g    | 40,4 × 23,3 × 1,3 mm  |
| 1 Unze  | 40,4 × 23,3 × 1,75 mm |

## Herstellung
Kinebarren werden von Argor-Heraeus in einem aufwändigen Verfahren hergestellt. Im Anschluss an die Prägung wird dabei ein Sicherheitskinegramm auf der Rückseite aufgebracht, das unter dem Patent der Schweizer OVD Kinegram AG entwickelt wurde.

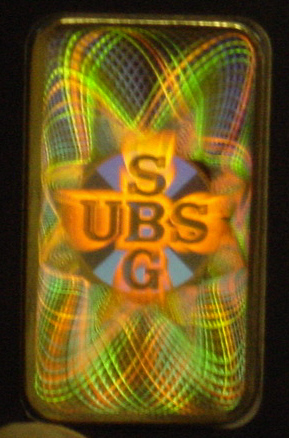
Kinebar der UBS
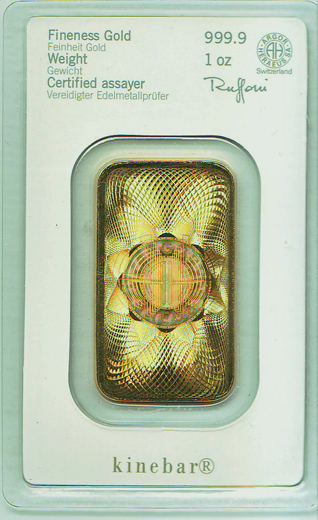
Kinegramm auf einem zertifizierten Goldbarren

## Fälschungen
Es sind gefälschte Kinebarren aufgetaucht, die ein Hologramm vorgaukeln. Das Hologramm wurde auf einer Folie nachgebildet, die auf den Barren geklebt wurde.